# Cieluszki
Cieluszki, Ciełuszki – część miasta Szczawnica i polana w Beskidzie Sądeckim. Znajduje się na południowo-wschodnim grzbiecie Dzwonkówki w Paśmie Radziejowej. Grzbiet ten (niżej zakręcający na południe) poprzez Kotelnicę (847 m), Cieluszki, Bereśnik (811 m), Górę Popa (843 m), Guckę (763 m) i Bryjarkę (677 m) opada do doliny Grajcarka w Szczawnicy.
Cieluszki znajdują się na wysokości około 780–810 m n.p.m. po północnej i południowej stronie szczytu Bereśnika. Są to dwie polany. Na południowej polanie jest jedno gospodarstwo. Przez polany prowadzi znakowany szlak turystyczny.

## Szlak turystyczny
Szczawnica – Bryjarka – bacówka pod Bereśnikiem – Cieluszki – Kotelnica – Dzwonkówka. 2:40 h, 1.50 h.